# 岩手県道265号中寺林犬淵線
岩手県道265号中寺林犬淵線（いわてけんどう265ごう なかてらばやしいぬぶちせん）は、岩手県花巻市石鳥谷町中寺林から紫波郡紫波町犬淵に至る一般県道である。

## 概要
元々この道路は国道4号であったが石鳥谷バイパスが開通した歳の旧道で、線形はおおむね直線となっている。

### 路線データ
- 実延長：5,202.6 m
- 起点：花巻市石鳥谷町中寺林第1地割（石鳥谷バイパス南口交差点、国道4号交点）
- 終点：紫波郡紫波町犬渕字深田（犬淵交差点、国道4号交点）

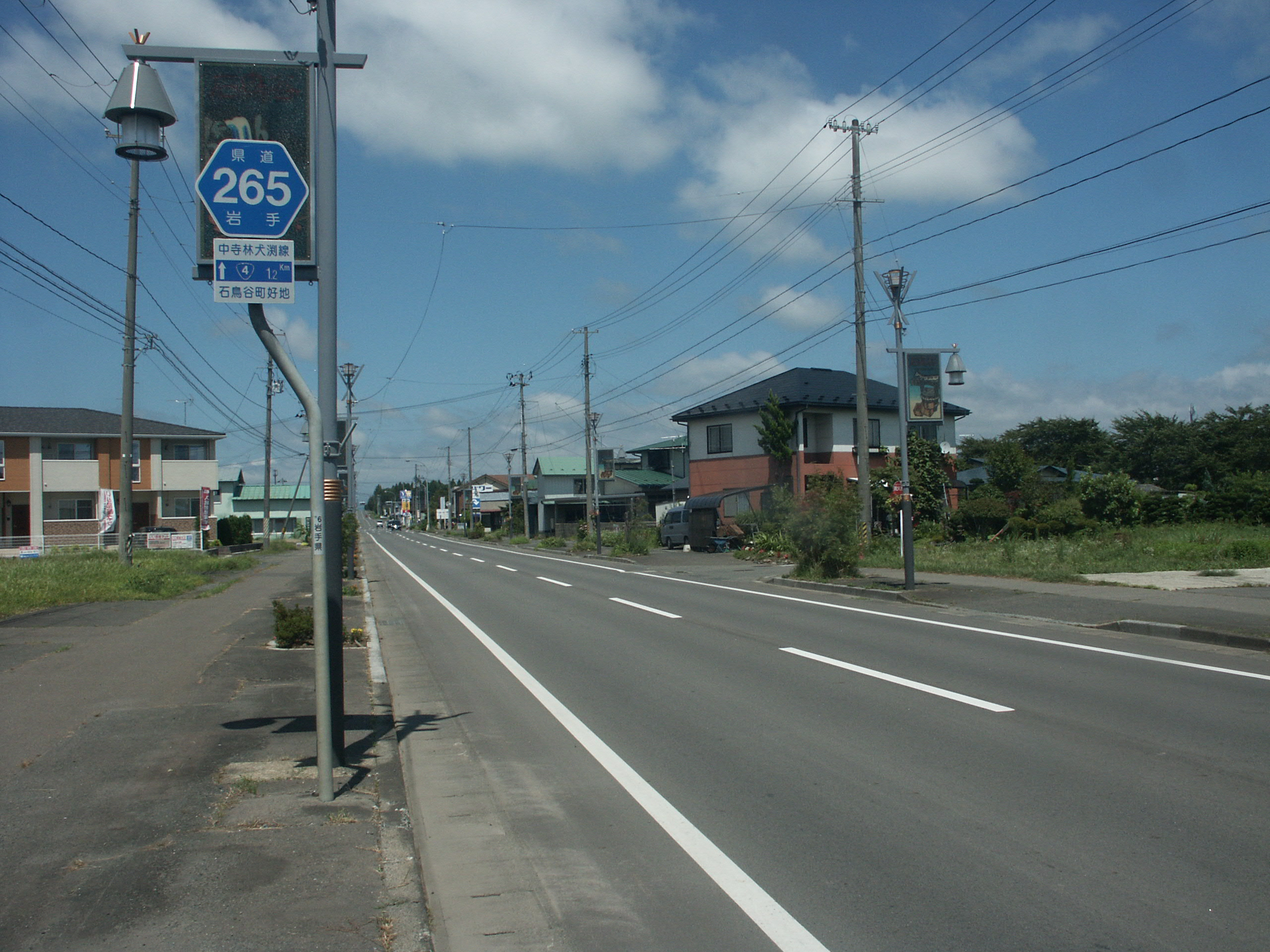
花巻市好知付近

## 歴史
- 1977年（昭和52年）3月1日 - 県道に認定される。

## 地理

### 通過する自治体
- 花巻市
- 紫波郡紫波町

### 交差する道路
- 国道4号（石鳥谷B.P.南口交差点、花巻市石鳥谷町中寺林第1地割）
- 岩手県道109号石鳥谷花巻温泉線（花巻市石鳥谷町八幡第4地割）
- 岩手県道117号石鳥谷停車場線（花巻市石鳥谷町好地第7地割）
- 岩手県道102号石鳥谷大迫線（花巻市石鳥谷町好地第16地割）
- 国道4号（犬淵交差点、紫波町犬渕字深田）